# براينت تيري
براينت تيري (بالإنجليزية: Bryant Terry)‏ هو طاهي أمريكي، ولد في 24 يناير 1974 في ممفيس في الولايات المتحدة.

## وصلات خارجية
- براينت تيري على موقع IMDb (الإنجليزية)
- براينت تيري على موقع قاعدة بيانات الفيلم (الإنجليزية)